# Дедов, Владимир Николаевич
Владимир Николаевич Дедов (род. 1956) — советский и украинский учёный-историк, старший научный сотрудник Святогорского историко-архитектурного заповедника, бывший его директор, заслуженный работник культуры Украины.

## Биография
Учился в Донецком государственном университете и после его окончания в 1980 году направлен работать учителем истории в среднюю школу Славяногорска (теперь Святогорск).
С сентября 1981 года назначен заведующим научно-исследовательским отделом Святогорского государственного историко-архитектурного заповедника.
В 2004 году открылась панорама «Святые горы в XVII веке», которую Владимир Николаевич готовил в течение нескольких лет и реализовал при помощи группы харьковских художников и архитекторов из научно-производственного предприятия «Всесвітстрой».
В 2010 году по концепции Дедова в выставочном зале Свято-Успенской Святогорской Лавры прошла выставка авторской иконописи Геннадия Жукова и Владимира Теличко, затем выставка была показана в ряде городов: Донецке, Макеевке, Харцызске, Краматорске.
Глава депутатской фракции в Святогорском городском совете.

## Фильмография
- Научно-популярный фильм «Святые Горы» 1994—2001. Производство кинокомпании «ИРТК — Тор» и заповедника. Автор фильма В. Н. Дедов.